# Perquimans megye
Perquimans megye az Amerikai Egyesült Államokban, azon belül Észak-Karolina államban található. Megyeszékhelye és legnagyobb városa Hertford. Lakosainak száma 13 005 fő (2020. április 1.). Perquimans megye Pasquotank, Chowan, Gates, Washington és Tyrrell megyékkel határos.

## Népesség
A megye népességének változása:
| Lakosok száma | 13 476 | 13 440 | 13 526 | 13 601 | 13 440 | 13 005 |
|               | 2010   | 2011   | 2012   | 2013   | 2015   | 2020   |